# Eucoccidiorida
Eucoccidiorida é uma ordem de seres vivos microscópicos, que formam esporos e são parasitas unicelulares pertencentes à classe Conoidasida do filo Apicomplexa. Os protozoários desta ordem incluem parasitas de seres humanos e outros animais, tanto domésticos como selvagens, incluindo aves. Entre estes parasitas estão a Toxoplasma gondii, que causa a toxoplasmose e Isospora belli, que provoca a isosporíase.